# Adolf Opálka
Adolf Opálka (Rešice, 4 gennaio 1915 – Praga, 18 giugno 1942) è stato un militare e partigiano cecoslovacco.
Nato nel 1915 a Rešice, piccolo centro della Moravia Meridionale, ufficiale dell'esercito cecoslovacco, Adolf Opálka fu il capo di un gruppo di connazionali, addestrati dallo Special Operations Executive britannico che, il 27 maggio 1942, nei pressi di Praga, portò a termine l'attentato, Operazione Anthropoid, contro il generale delle SS Reinhard Heydrich, Reichsprotektor di Boemia e Moravia, mentre a bordo dell'auto di ordinanza, una Mercedes-Benz nera decappottabile, si dirigeva verso l'aeroporto di Ruzyně.
Jozef Gabčík tentò per primo di colpire il generale tedesco con il mitra, ma l'arma (uno sten) si inceppò, Jan Kubiš, altro componente del gruppo, lanciò, allora, una bomba a mano contro l'auto ferendo gravemente il gerarca nazista.

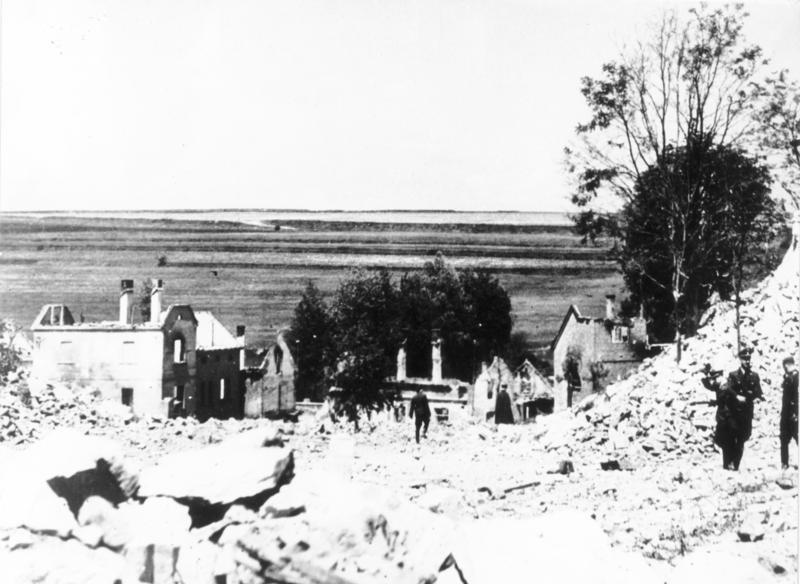
1942: Lidice dopo la distruzione dei nazisti

Heydrich, ricoverato in ospedale per le gravi ferite, morì il 4 giugno per setticemia. Sei giorni dopo, il 10 giugno, per rappresaglia le truppe naziste rasero al suolo il villaggio agricolo di Lidice, a sedici chilometri da Praga.
Dopo l'attentato, il commando si era rifugiato in una cripta della chiesa praghese dei Santi Cirillo e Metodio. I tedeschi, scoperto il rifugio, per una delazione, il 18 giugno dello stesso anno, circondarono l'edificio. Tre membri del gruppo furono uccisi nel combattimento. Altri quattro compagni, tra cui Opálka, preferirono suicidarsi per evitare la cattura.